# Tour du Guangxi
Le Tour du Guangxi (chinois simplifié : 环广西公路自行车世界巡回赛 ; chinois traditionnel : 環廣西公路自行車世界巡回賽 ; pinyin : huán guǎngxī gōnglù zìxíngchē shìjiè xúnhuí sài ; simplifié en 环广西, huán guǎngxī ; officiellement Gree-Tour of Guangxi) est une course cycliste chinoise disputée en octobre dans la province du Guangxi. Il fait partie de l'UCI World Tour depuis sa création en 2017, en catégorie 2.UWT.
Une course en Chine, le Tour de Pékin était déjà inscrite au calendrier World Tour entre 2011 et 2014. Celui-ci avait été supprimé en raison de la pollution de l'air trop forte dans cette région pour la pratique du cyclisme en plein air. Une course féminine d'un jour, le Tour du Guangxi féminin est également créée en 2017 et coïncide avec la dernière étape de l'épreuve masculine.
La première édition a lieu en 2017 et voit la participation de 16 équipes World Tour sur les 18 disposants du label, mais d'aucune équipe chinoise. L'édition 2020 est annulée en raison de la pandémie de Covid-19 ainsi que celles de 2021 et de 2022.

## Palmarès
| Année | Vainqueur           | Deuxième            | Troisième          |                  |
| ----- | ------------------- | ------------------- | ------------------ | ---------------- |
| 2017  | Tim Wellens         | Bauke Mollema       | Nicolas Roche      |                  |
| 2018  | Gianni Moscon       | Felix Großschartner | Sergey Chernetskiy |                  |
| 2019  | Enric Mas           | Daniel Martínez     | Diego Rosa         |                  |
| 2020  | annulé/abandonné    | annulé/abandonné    | annulé/abandonné   | annulé/abandonné |
| 2021  | annulé/abandonné    | annulé/abandonné    | annulé/abandonné   | annulé/abandonné |
| 2022  | annulé/abandonné    | annulé/abandonné    | annulé/abandonné   | annulé/abandonné |
| 2023  | Milan Vader         | Rémy Rochas         | Ethan Hayter       |                  |
| 2024  | Lennert Van Eetvelt | Oscar Onley         | Alex Baudin        |                  |